# Terence Spinks
Terence Spinks   (Londres, 28 de febrer de 1938 - Essex, 26 d'abril de 2012) va ser un boxejador anglès guanyador d'una medalla olímpica.
El 1956 va prendre part en els Jocs Olímpics d'Estiu de Melbourne, on guanyà la medalla d'or en la categoria del pes mosca del programa de boxa, en guanyar la final per punts al romanès Mircea Dobrescu. Aquell mateix any, encara com a amateur, va guanyar el campionat del pes mosca de l'ABA.
Entre 1957 i 1962 va lluitar com a professional, amb un balanç de 49 combats disputats, dels quals en va guanyar 41, en va perdre set i un fou declarat nul.
El setembre de 1960 va lluitar pel títol britànic de pes ploma contra el posseïdor Bobby Neill. El combat es va disputar al Royal Albert Hall i Spinks va guanyar el títol en aturar-se el combat al setè assalt per les ferides patides per Neill. El novembre de 1960 ambdós es van tornar a enfrontar a l'Empire Pool, Wembley. Spinks va retenir el títol. El maig de 1961 Spinks va defensar el seu títol per segona vegada contra el gal·lès Howard Winstone. El combat va ser a l'Empire Pool, i Winstone va guanyar per knockout tècnic al desè assalt.
Després de perdre el títol va continuar lluitant, però mai més va tornar a competir per un títol. Va disputar el seu darrer combat el desembre de 1962 contra Johnny Mantle, guanyant per knockout tècnic al vuitè. Una vegada retirat va passar a exercir d'entrenador, entrenant l'equip sud-coreà als Jocs Olímpics de 1972 a Munic. En aquests Jocs va presenciar els terroristes del Setembre Negre apropant-se a la vila olímpica abans de la massacre de Munic, tot donant l'alarma.
Després de deixar del tot la boxa la seva vida va entrar en un procés de decadència, bevent molt i emmalaltint greument. En les seves pròpies paraules, vivia "com un rodamón". Va ser acollit pel seu cosí a Chadwell Heath, on va viure durant 19 anys fins a la seva mort.
El 2002 va ser guardonat com a membre de l'Orde de l'Imperi Britànic.